# Apocalipticismo

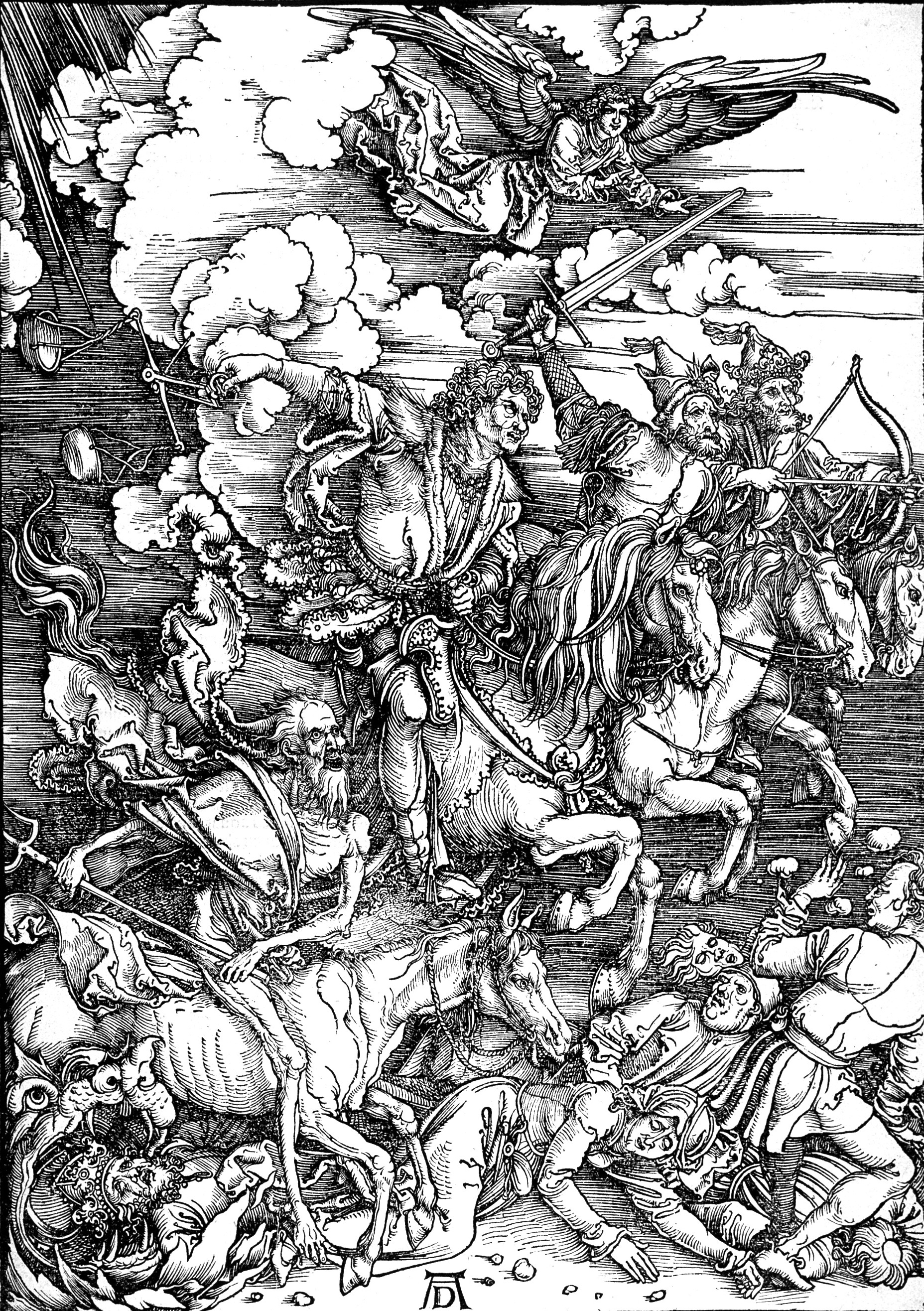
Los cuatro jinetes del apocalipsis de Albrecht Dürer.

El apocalipticismo es la creencia religiosa en la pronta llegada del apocalipsis, es decir, el inminente fin del mundo o de la civilización actual. Asimismo, esta convicción viene acompañada de la esperanza en la próxima llegada de un mesías o salvador, y de un Juicio Final tumultuoso debido a algún tipo de evento global catastrófico. Religiones como el judaísmo,  el cristianismo, el islam y el zoroastrismo creen en el apocalipticismo como una manifestación de la justicia divina, que se llevaría a cabo mediante una confrontación de fuerzas entre el bien y el mal, destinada a cambiar el curso de la historia humana.
En 2012, una creencia escatológica sostenía que el día del solsticio de diciembre del año 2012 ocurriría el fin del mundo o el comienzo de una nueva era, pues ese día concluiría el baktún 13 del antiguo calendario maya. Los escenarios postulados para el supuesto fin del mundo incluían la colisión de la Tierra con algún cuerpo celeste, como Nibiru (hipotético astro propuesto por el escritor azerbaiyano Zecharia Sitchin) o un asteroide errante; la interacción de nuestro planeta con un agujero negro; o el advenimiento de una etapa de gran actividad solar.

## Religiones

### Judaísmo
En el judaísmo, la fuente principal de la creencia en el fin de los días es la Biblia hebrea o Tanaj. En los cinco libros de Moisés, se hacen referencias en Deuteronomio 28-31, que los judíos no serían capaces de mantener las Leyes de Moisés en la Tierra de Israel y serían posteriormente exiliados pero finalmente rescatados.
En la literatura rabínica, los rabinos explicaron las profecías encontradas en la Biblia hebrea, junto con la ley oral y las tradiciones rabínicas sobre su significado.
Los principios fundamentales de la escatología judía son los siguientes, en ningún orden en particular, elaborado en los libros de Isaías, Jeremías y Ezequiel:
- Fin del mundo (antes de que todo lo que sigue).
- Dios redime a Israel (es decir, el pueblo judío) de la cautividad que se inició durante el exilio babilónico, en un nuevo Éxodo.
- Dios vuelve al pueblo judío a la Tierra de Israel.
- Dios restaura la Casa de David y el Templo de Jerusalén.
- Dios crea un regente de la Casa de David (es decir, el Mesías judío ) para conducir al pueblo judío y el mundo y marcar el comienzo de una era de la justicia y la paz.
- Todos los países reconocen que el Dios de Israel es el único Dios verdadero.
- Dios resucita a los muertos.
- Dios crea un cielo nuevo y una tierra nueva.

La palabra hebrea Mashiaj, que significa «ungido», correspondería a un líder humano, proveniente de la descendencia de David, que gobernará y unirá al pueblo de Israel y marcará el comienzo de la Era Mesiánica de la paz mundial y universal. Sin embargo, este mesías judío no es considerado como divino, en contraste con el cristianismo, donde Jesús es tanto divino como humano.
En los tiempos bíblicos el título Mashiaj se otorgaba a alguien en una posición alta de nobleza y grandeza. Por ejemplo, Cohen ha-Masiah significa «Sumo Sacerdote». En la era talmúdica el título mashiaj o מלך המשיח (Méleḫ ha-Masiah) y literalmente significa «el rey ungido». Es una referencia al líder judío y el rey que redimirá a Israel en el fin de los días y el comienzo de una era mesiánica de la paz y la prosperidad tanto para los vivos y como para los difuntos.

### Cristianismo

#### Millerismo y el Gran Chasco

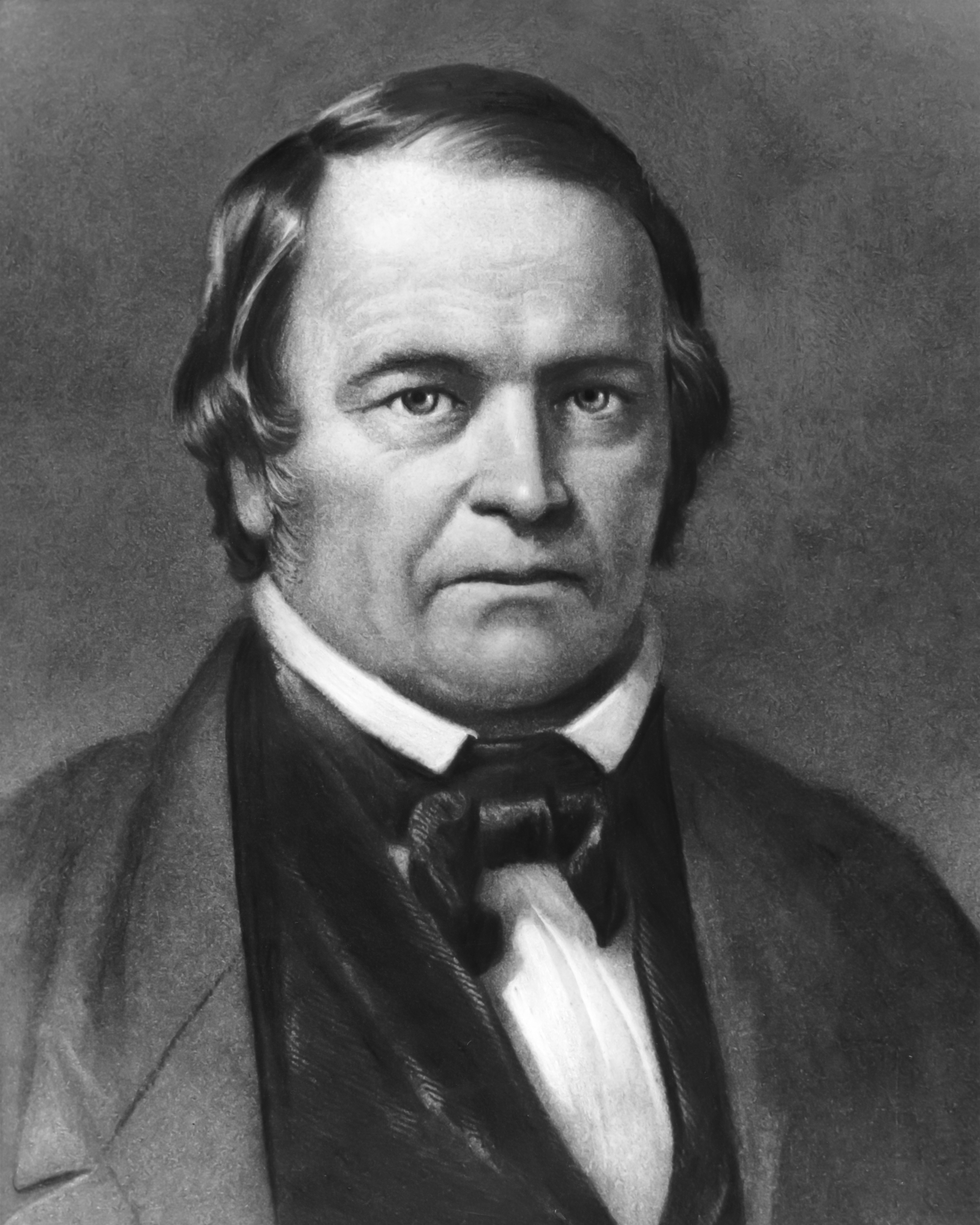
William Miller, comenzó a predicar en 1831 el inminente segundo advenimiento de Cristo.

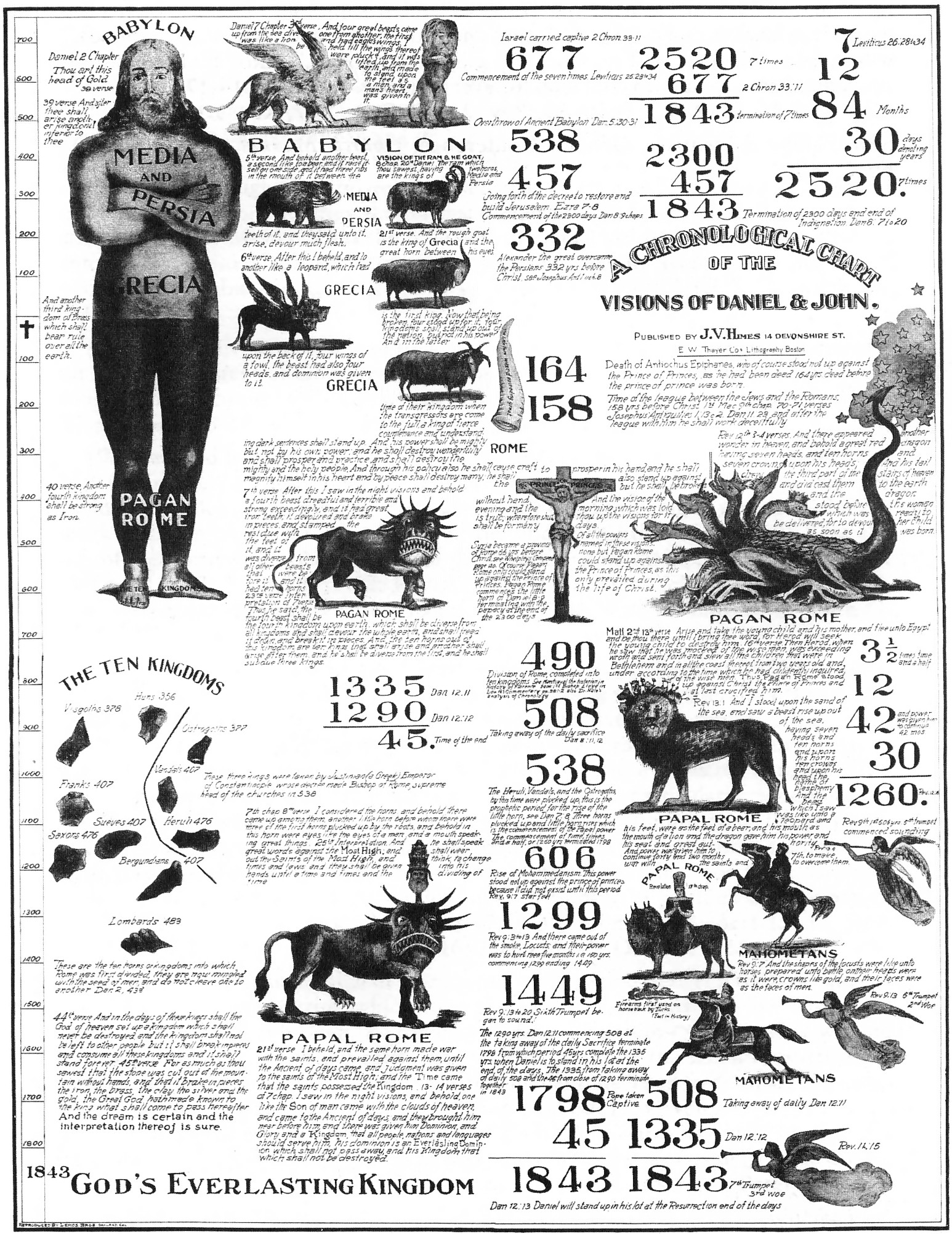
Cartel profético Millerista sobre las profecías de Daniel y Revelaciones del año 1843.

El iniciador del millerismo fue William Miller (1782-1844), militar y agricultor bautista que al estudiar las profecías bíblicas, llegó a la conclusión que era inminente el fin del mundo basándose en la profecía de Daniel 8:14, que decía Hasta dos mil y trescientos días de tarde y mañana y el santuario será purificado. Miller concluyó que la purificación del santuario (Templo de Jerusalén) representaba la purificación de la tierra por fuego en la Segunda Venida de Cristo. Para él, un día en la profecía debería ser leída como un periodo de un año (365 días). Además, estaba convencido de que el período de 2300 días había comenzado en 457 a. C. con el decreto para reconstruir Jerusalén de Artajerjes I de Persia. Cálculos simples revelaron que este período terminaba en el año 1843. Miller escribió: "Llegué entonces a la solemne conclusión, que en cerca de veinticinco años a partir de esa fecha (1818), todos los asuntos de nuestro estado actual, se colapsarían".
Aunque Miller estaba convencido de sus cálculos en 1818, continuó con sus estudios en privado hasta 1823 para asegurarse de la autenticidad de sus interpretaciones. En septiembre de 1822, Miller plasmó formalmente sus conclusiones en un documento de 20 puntos, incluido el artículo 15: "Yo creo que la segunda venida de Jesucristo está cerca, casi en puerta, aún dentro de veinte años, o antes de 1843". Sin embargo, Miller continuó sin leerlo públicamente hasta el primer domingo de agosto de 1831 en el pueblo de Dresde.
En 1832 entregó una serie de dieciséis artículos al Telégrafo de Vermont (Vermont Telegraph, una publicación Bautista). El primero de estos fue publicado el 15 de mayo, a lo que Miller comenta sobre la respuesta del público: "Comencé a ser inundado con cartas preguntándome sobre mis opiniones, y visitantes se reunieron conmigo para conversar del tema". En 1834, incapaz de cumplir con muchas de las peticiones urgentes y con invitaciones para viajar y predicar que había recibido, Miller publica una sinopsis de sus enseñanzas en un escrito de 64 páginas con el título de: Evidencia de las Escrituras y la Historia sobre la Segunda Venida de Crísto, cerca del año 1843: Exhibido en un Curso de Conferencias (Evidence from Scripture and History of the Second Coming of Christ, about the Year 1843: Exhibited in a Course of Lectures).
El 21 de marzo de 1844 pasó sin incidentes, algunas discusiones y estudios posteriores resultaron en la pronta adopción de una nueva fecha: 18 de abril de 1844, basado en la interpretación caraísta del Calendario hebreo (opuesta al calendario rabínico). Como en la fecha pasada, el 18 de abril pasó sin el retorno de Cristo. Miller respondió públicamente, escribiendo: "Confieso mi error y reconozco mi decepción; pero aún creo que el día del Señor está cerca, casi a la puerta".
En agosto de 1844 en un campamento de reunión en Exeter, Nuevo Hampshire, Samuel S. Snow presentó un mensaje que llegó a ser conocido como el mensaje de los siete meses o el verdadero grito de medianoche. En una discusión basada en tipología escritural, Snow presentó su conclusión (aún basada en la profecía de los 2300 días de Daniel 8:14), que Cristo regresaría el décimo día del séptimo mes del presente año 1844. Otra vez usando el calendario de los judíos caraístas, el día fue determinado como el 22 de octubre de 1844.
El 22 de octubre y el amanecer del 23 de octubre, se convirtieron en la gran decepción de los  Milleristas. Hiram Edson registró que "Nuestras más profundas esperanzas y expectativas fueron destrozadas, y un espíritu de angustia vino sobre nosotros como nunca antes había experimentado... lloramos y lloramos hasta el atardecer." Después del  Gran Chasco muchos Milleristas simplemente renunciaron a sus creencias. Algunos no lo hicieron y proliferaron puntos de vista y explicaciones. Miller inicialmente parecía creer que la Segunda Venida de Cristo aún iba a tener lugar, que "el año de expectativa estaba de acuerdo a la profecía; pero... que debía de haber algún error en la cronología de la Biblia, que provenía de algún error humano, que podría haber desechado alguna fecha y que esto de alguna forma contará para la discrepancia." Miller nunca renunció a su creencia en la Segunda Venida de Cristo. Murió el 20 de diciembre de 1849, aún convencido de que la Segunda Venida era inminente. Miller fue enterrado cerca de su casa en Low Hampton, Nueva York.[cita requerida]

##### Adventistas del Séptimo Día
Una de las organizaciones descendientes ideológicamente de los milleritas son los Adventistas del Séptimo Día. Son un denominación cristiana protestante que se distingue por su observancia del sábado, el séptimo día de la semana en el calendario judeocristiano, como el día de reposo, y su énfasis en la inminente segunda venida de Jesucristo. La denominación surgió del movimiento Millerita en los Estados Unidos a mediados del siglo XIX y se estableció formalmente en 1863. Entre sus fundadores estaba Elena G. de White.

#### Testigos de Jehová
Los testigos de Jehová son una denominación cristiana milenarista, antitrinitarista y antiecuménica, con creencias heterodoxas distintas a las vertientes principales de la cristiandad. Su entidad jurídica, la Watch Tower Bible and Tract Society of Pennsylvania, fue fundada en 1881 por el comerciante Charles Taze Russell (1852-1916), nacido de una familia presbiteriana y convertido al adventismo, que luego abandona. 
En 1870, Russell con algunos de sus conocidos empiezan un estudio de la Biblia, alejado de toda influencia dogmática de las religiones. No obstante, para ese mismo tiempo, él y su grupo continúa aún bajo la influencia de los ministros adventistas George Storrs y George Stetson. De George Storrs, Russell aprende mucho sobre la teología; que incluye la mortalidad del alma, que la cristiandad es parte de Babilonia la Grande, y que hay una futura resurrección universal.

###### Profecías del regreso de Cristo
Russell basándose en sus estudios personales, estima que en el año 1914, se produciría el fin de los Tiempos de los Gentiles, con lo que comenzaría el reinado milenario de Cristo en paz y felicidad. Con el transcurso de los años, matiza algunas de sus creencias respecto a qué es lo que sucede en aquel año (se espera, por ejemplo, que en 1914 empiece una época de anarquía que culmina en el establecimiento del Reino en la Tierra), pero sigue siempre manteniendo que aquella es la fecha del fin de los Tiempos de los Gentiles; creencia que mantienen hasta hoy día los testigos de Jehová.

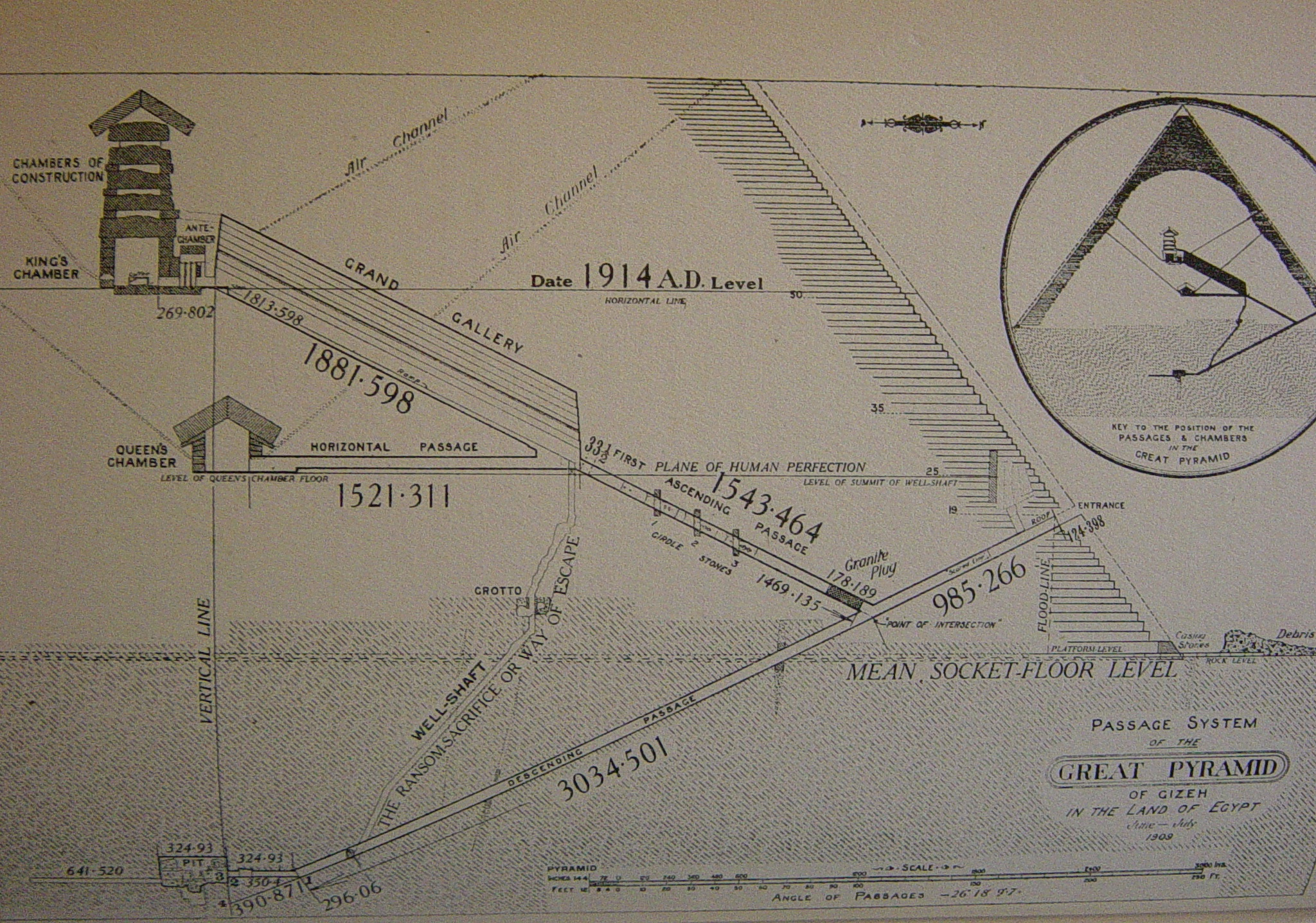
Cálculos cronológicos de Russell contrastados con las medidas de gran pirámide de Keops.

Asimismo, Russell presta atención al astrónomo Piazzi Smyth y al pastor luterano Seiss sobre la creencia de que la Gran Pirámide de Guiza corrobora periodos bíblicos de tiempo (ver piramidología). Esto aparentemente se refleja con cierta frecuencia en su vida y en sus propios escritos. Por lo que al parecer hasta su testamento se ve afectado por esta idea, ya que tras su muerte, se coloca un monumento conmemorativo en forma de pirámide en el cementerio donde se lo entierra; que aún se ve en el cementerio Rosemont United.
En 1879, funda la revista Zion's Watch Tower (la actual "La Atalaya"). En algunos números de esta declara que ciertos cálculos parecen indicar que en 1881 deja de sellarse a los miembros de la novia de Cristo, y que por tanto el arrebatamiento no puede ocurrir antes de esa fecha. Esto lleva a que algunas personas lo acusen de haber "profetizado" una fecha falsa.
Su discípulo Joseph Franklin Rutherford comenzó su campaña anunciando que millones de hombres que ya vivían no iban a morir nunca. Luego anunció el gran evento apocalíptico para 1918, 1920, 1921 y 1925, e incluso 1984, en misteriosa coincidencia con el libro homónimo de Orwell. En 1931 decidió cambiar el nombre de Estudiantes de la Biblia que utilizaban, por el de Testigos de Jehová. El organismo de gobierno actual de los Testigos es la Watch Tower Bible (La Atalaya Bíblica) y la Tract Society of Pennsylvania, integrada en 1884.
Según esta visión apocalíptica, la Biblia es una epopeya donde se narra la lucha de Jehová con las fuerzas del mal y la victoria que alcanza sobre ellas. Creen en la segunda venida de Cristo, se consideran seguidores de la cristiandad primitiva y consideran a cada testigo como un pastor que predica el conocimiento y estudio de la Biblia y la absoluta obediencia a sus preceptos. La difusión de la doctrina la realizan miembros que predican de puerta en puerta y distribuyen volantes por las calles. Solo reconocen lealtad al Reino de Jesucristo (de ahí el nombre de Salas del Reino a los lugares donde celebran sus asambleas).
Proclaman que Jesucristo comenzó su reinado invisible como rey en 1914. Creen que muy pronto las fuerzas del bien, comandadas por Jesucristo, derrotarán a las fuerzas del mal, comandadas por Satanás, en la batalla de Armagedón. Después Jesucristo gobernará la Tierra durante 1000 años; durante este milenio los muertos volverán de nuevo, y todos tendrán una segunda oportunidad de salvación. Al final del milenio, Satán regresará a la Tierra y será destruido definitivamente. Una humanidad perfecta disfrutará entonces de la vida eterna.

#### Pentecostalismo
Los pentecostales constituyen un movimiento cristiano que surgió en los Estados Unidos de Norteamérica, haciendo un gran énfasis en el Bautismo en el Espíritu Santo sobre sus miembros; también es el nombre que se les da al conjunto de organizaciones religiosas de fe pentecostés (fiesta religiosa judía bíblica), aunque no poseen una organización que dirija a todas las iglesias en el mundo. A pesar de sus diferentes tendencias y de la diversidad de organizaciones religiosas, se puede decir que mantienen cuatro verdades fundamentales que las unen en cuanto a doctrina: Jesucristo salva;  Jesucristo bautiza con el Espíritu Santo; Jesucristo sana, y especialmente, Jesucristo viene: de ahí que la escatología pentecostal, se centre en el pronto regreso de Jesucristo a la tierra, dividido en dos momentos, el arrebatamiento de la Iglesia y el regreso después de la Gran Tribulación. Las iglesias pentecostales no proclaman una fecha para este suceso, sino que alientan a sus creyentes a vivir en santidad, observancia de la Biblia y pago del diezmo.
Asimismo, las iglesias pentecostales comparten ideas similares a las iglesias protestantes aunque varían en su interpretación. De ahí que el pentecostalismo llegara desde su nacimiento marcado por la huella del fundamentalismo. Se adjudican a los pentecostales su asociación con esa corriente de pensamiento en la lectura de la Biblia desde una interpretación literal de sus textos y la insistencia en determinados temas como la santificación, el pecado, el aislamiento de la corrupción y la conquista del Reino por los fieles. Su desarrollo se ha concretado en posiciones de separación del mundo, especialmente de los acontecimientos sociales y políticos. Anunciaron el fin apocalíptico y el advenimiento inminente de Cristo. La principal misión de la Iglesia estaría, por tanto, orientada principalmente a rescatar el mayor número posible de pecadores. A ello unió una interpretación fundamentalista de las Sagradas Escrituras.

#### Mormonismo

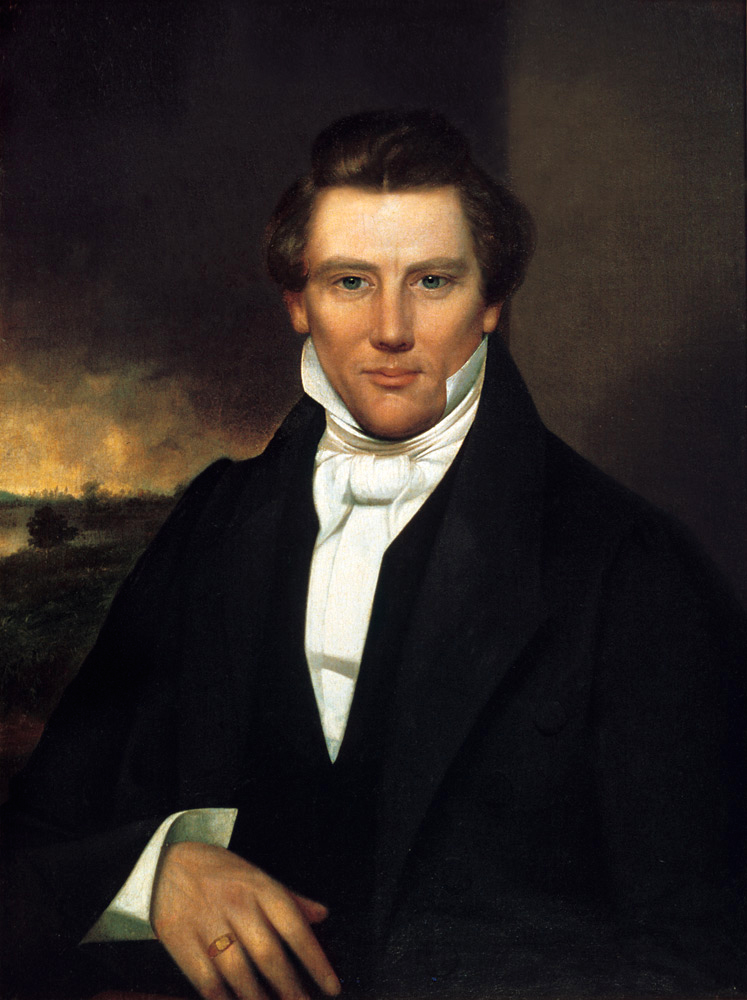
Joseph Smith alrededor de 1842.

El Movimiento de los Santos de los Últimos Días, y por consecuencia la Iglesia de Jesucristo de los Santos de los Últimos Días, fue fundado por Joseph Smith, quien provenía de una familia metodista y presbiteriana. Según Smith, en 1820 Dios y Jesucristo se contactaron con él para decirle que rechazara todas las iglesias existentes hasta entonces. En 1823, Smith afirmó que habría recibido una segunda visión, en donde un ángel llamado Moroni le indicó donde encontraría unas planchas de oro con escritos redactados en una lengua extraña, los cuales sirvieron de fuente para el Libro de Mormón, según el cual Jesucristo habría visitado América después de su resurrección. Este libro constituye uno de los principales textos canónicos de esta denominación.
Smith denominó al naciente grupo como Iglesia de Jesucristo de los Santos de los Últimos Días, comúnmente llamados Mormones. Sus seguidores fueron perseguidos desde el principio, debido a que comenzó a introducir la poligamia entre sus allegados y a establecer nuevas ceremonias que permitían a los santos convertirse en dioses.
En 1835, Joseph Smith profetizó la próxima llegada de Cristo a la tierra:

El 14 de febrero de 1835, Joseph Smith dijo que Dios le había revelado a él que la venida de Cristo sería dentro de 56 años, que añadidos a 1835 mostraría que sería 1891 y el 14 De febrero el Salvador del mundo haría su aparición otra vez sobre la tierra y la escena concluiría.

En 1890, existía la creencia generalizada entre sus seguidores de que la profecía sería cumplida, pero no fue así. Actualmente los mormones enseñan que cada persona debe vivir su vida como si la Segunda Venida llegara en cualquier momento y no esperar el llamado «Milenio».